# Schiedeella amesiana
Schiedeella amesiana är en orkidéart som beskrevs av Leslie Andrew Garay. Schiedeella amesiana ingår i släktet Schiedeella och familjen orkidéer. Inga underarter finns listade i Catalogue of Life.